# Porto di Marín e Ria de Pontevedra
Il porto di Marín e Ria de Pontevedra si trova nei comuni di Marín e Pontevedra, in Galizia (Spagna). Si trova sulla riva meridionale della Ria de Pontevedra.
Il porto si estende da Punta Pesqueira nel comune di Marín a Placeres nel comune di Pontevedra. È utilizzato come porto mercantile (container, rinfuse) e porto di pesca. È anche usato come marina.

## Storia
L'attività portuale è stata attestata a Pontevedra e nella sua ria fin dall'antichità, grazie alla pietra miliare romana, che è conservata nel museo di Pontevedra e la cui iscrizione si riferisce alla sua importanza come mezzo di comunicazione marittima.
Nel XVI secolo, Pontevedra era la città più importante della Galizia e il porto di Pontevedra era il più attivo della regione e del nord-ovest della Spagna. Alcuni storici stimano che il movimento economico generato dall'installazione potrebbe raggiungere 80.000 ducati all'anno.
Nel XVII secolo, il porto di Pontevedra iniziò a declinare a causa della mancanza di profondità necessaria per navi sempre più grandi e per l'insabbiamento causato dalle esondazioni del Lérez. L'attività portuale verrà gradualmente trasferita a Marín.
A metà del XVIII secolo, la ria di Pontevedra inizia il suo decollo commerciale e industriale. La sua ricchezza in termini di pesca spiega la creazione di molte fabbriche di sale e conserve e altre attività legate al mare. Lo sviluppo e l'importanza del porto di Marín sono stati dimostrati dal XVIII secolo grazie al monastero di Oseira che lo aprì alla pesca e al commercio estero.
Nel 1861, il porto di Marin divenne un importante punto di partenza per nuove rotte verso l'America. È stato lanciato un servizio di andata e ritorno diretto per Buenos Aires e Montevideo. Nel 1868, Marín divenne un distretto marittimo di prima classe in Spagna e beneficiò dei servizi di numerosi consolati europei e sudamericani grazie all'importante movimento commerciale e migratorio.
Nel 1883 il Consiglio comunale di Pontevedra chiese che il porto di Marín fosse un porto di interesse generale e così fu qualificato il 30 agosto 1886.
Il 5 marzo 1933 fu inaugurata la sede dell'Autorità Portuale di As Corbaceiras, nel porto di Pontevedra.
Nel 1992, con la legge sui porti di stato e la marina mercantile, l'entità responsabile del porto di Marín divenne l'autorità portuale di Marín e Ría de Pontevedra.
Il 30 luglio 2010, la nuova sede dell'autorità portuale sarà inaugurata all'interno del porto, nel parco di Cantodarea a Marín.

## Docks
Il porto di Marín ha un totale di 1.806 metri di banchine commerciali per il traffico marittimo e 2.686 metri di banchine di pesca utilizzate per le attività di pesca e di approvvigionamento. Il porto ha più di 75 ettari di spazio portuale e più di 9.800 ettari di superficie marina.

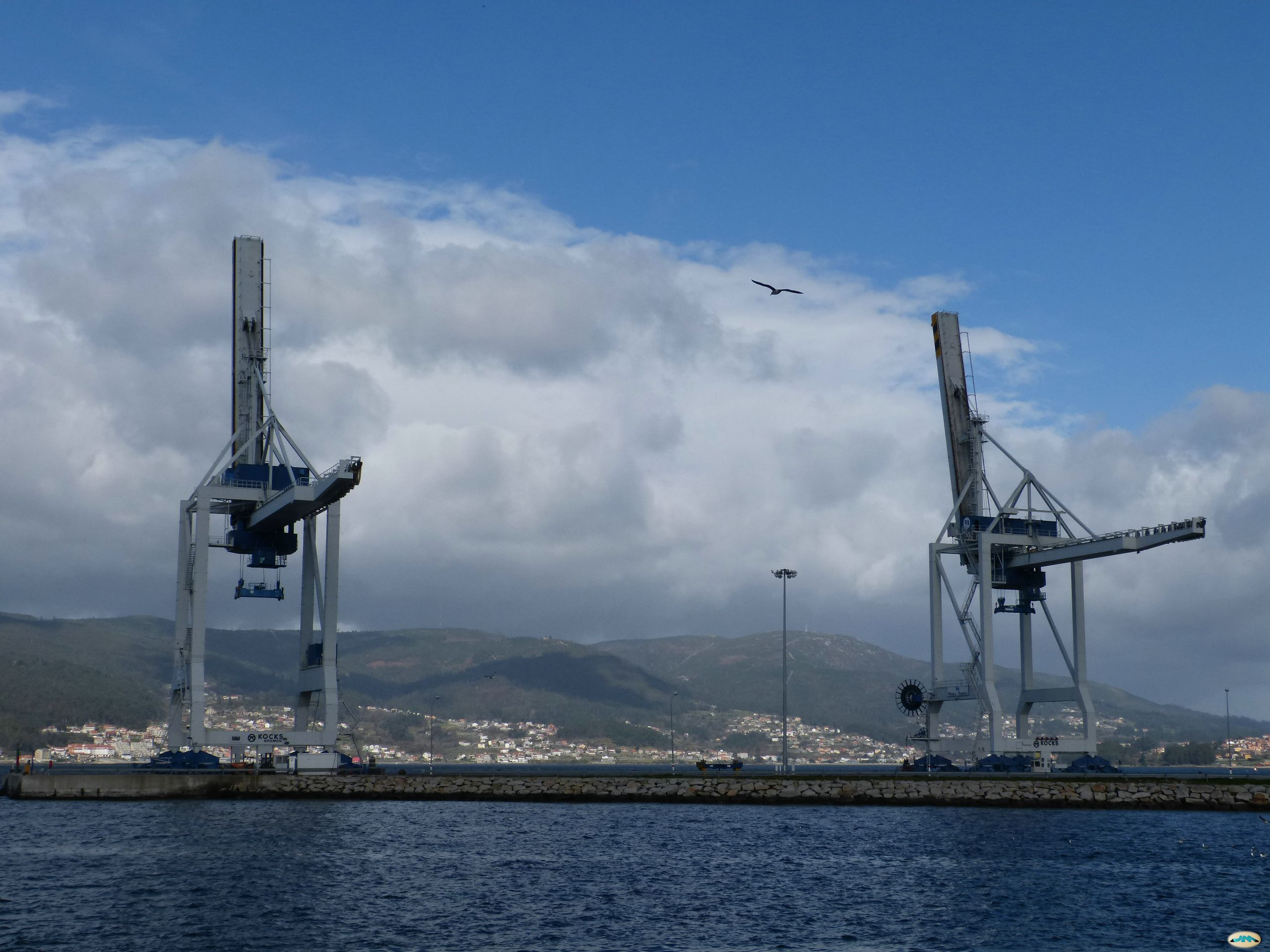
Gru nel porto di Marín

Il porto dispone, tra l'altro, di un edificio moderno e climatizzato, di un terminal coperto, di una rete ferroviaria interna, di un posto di ispezione di confine e di due cantieri navali.

### Banchine commerciali
- Banchina commerciale di Marín: merci generali
- Nuova banchina commerciale di Marín 0: riparazioni
- Nuova banchina commerciale di Marín 1: merci generali
- Banchina Manuel Leirós 1: rinfuse solide con installazione speciale, merci generali
- Banchina Manuel Leirós 2: rinfuse solide per installazione generale, merci generali
- Banchina commerciale del sud: merci generali
- Banchina incrociata Manuel Leirós: merci generali
- Banchina Adolfo Reboredo 1: Navi portacontainer, merci generali
- Banchina Adolfo Reboredo 2: Navi portacontainer, merci generali
- Banchina Adolfo Reboredo 3: navi portacontainer, merci generali
- Molo est di espansione: merci generali
- Banchina ovest: merci generali, sfuse

### Banchina di sbarco di pesca
- Molo di pesca nord
- Molo di pesca orientale
- Molo di pesca sud
- Molo di pesca costiera occidentale
- Molo di pesca costiera orientale
- Molo di pesca costiera sud
- Rampa di pesca costiera
- Moli galleggianti
- Molo passeggeri di Ria
- Molo dell'isola di Ons
- Dock di riparazioni 1
- Dock di riparazioni 2

## Traffico

### Traffico commerciale
Nel 2017, il traffico totale del Porto di Marín e della Ría de Pontevedra è stato di 2.523.054 tonnellate. La massa rappresentava 915.812 tonnellate all'anno. I prodotti importati più comunemente sono frutta, cereali, pasta di carta, pesce congelato o prodotti siderurgici.
Il traffico è aumentato notevolmente negli ultimi anni, grazie in particolare al terminal container, che ha generato un movimento di 88.938 tonnellate nel 2017.

## Collegamenti stradali e ferroviari

### Collegamenti interni

#### Traffico
Le banchine sono collegate da una rete di strade interne di pavimentazioni in granito su cemento.

#### Ferrovia
Il porto di Pontevedra ha una rete ferroviaria interna che consente l'accesso alle aree e ai depositi di scarico.

### Collegamenti con l'esterno

#### Traffico
Il porto è collegato all'autostrada tangenziale di Pontevedra, consentendo un facile accesso al resto del paese, in particolare dall'AP-9 (La Coruña - Tui).
PO-11 è un'autostrada urbana di 4 km circa che collega l'AP-9 e la PO-10 (tangenziale a sud di Pontevedra) con il porto di Marín situato a sud-ovest dell'agglomerato. Serve il porto e fornisce accesso diretto al porto senza attraversare Pontevedra dall'AP-9. Estende la tangenziale sud (PO-10) e attraversa l'AP-9 a sud di Pontevedra. Si dirama poi con la strada che penetra a ovest (PO-12) a sud-ovest dell'agglomerazione, quindi segue la costa atlantica fino al porto di Marín.

#### Ferrovia
La ferrovia nell'area di servizio del porto di Marín è collegata alla rete nazionale tramite la stazione principale di Pontevedra, consentendo il trasporto di merci attraverso RENFE.

## Galleria d'immagini

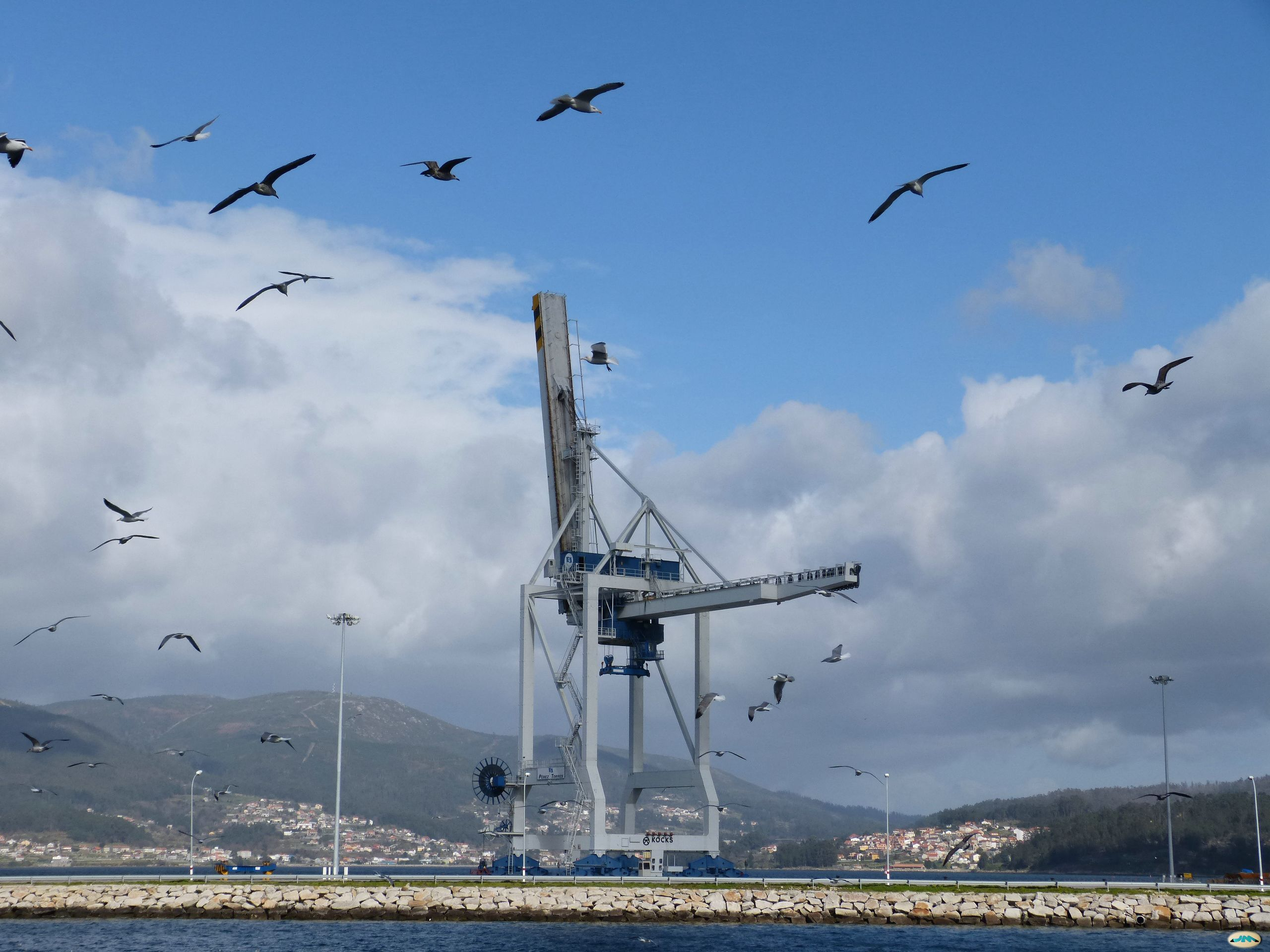
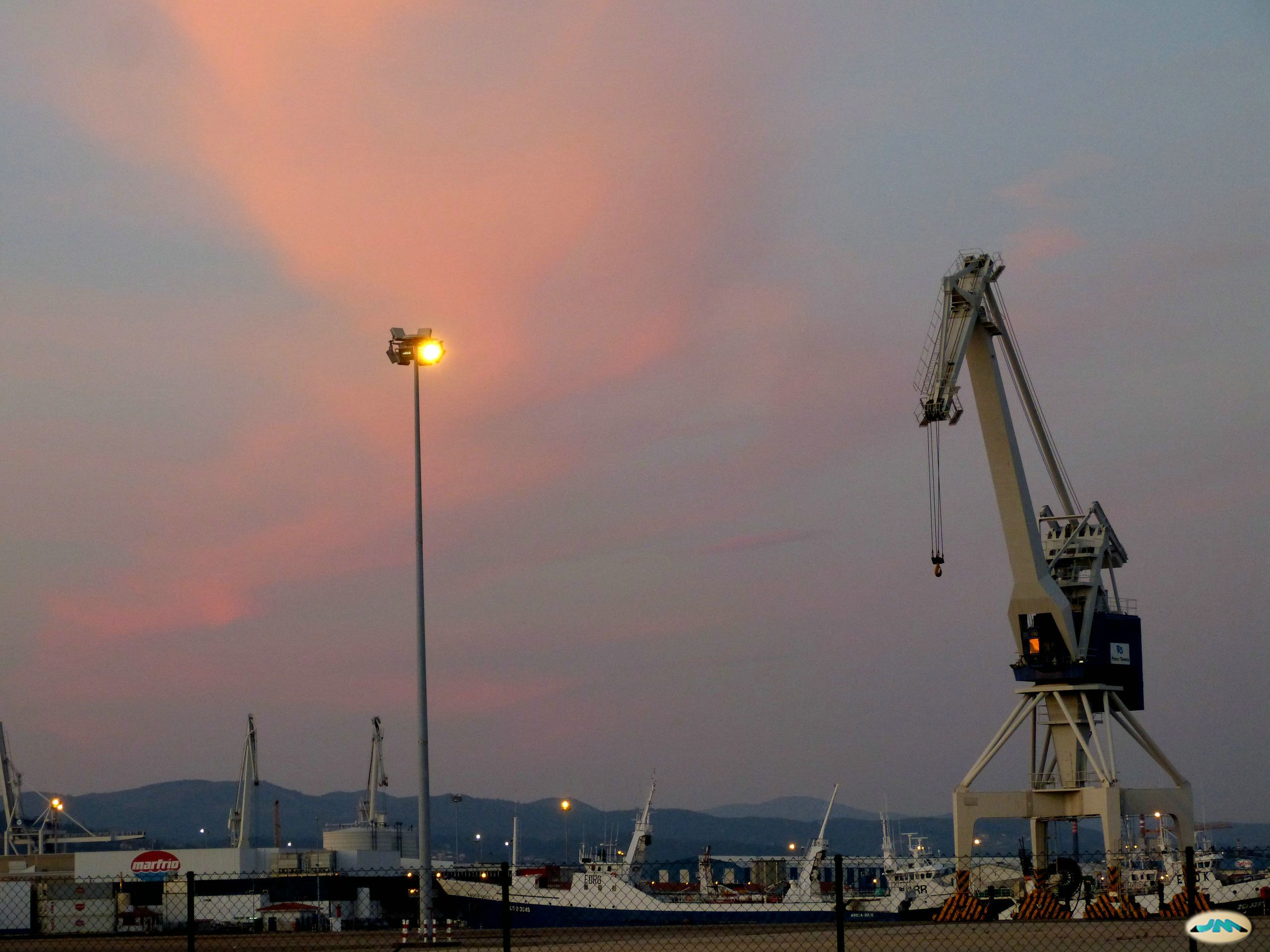
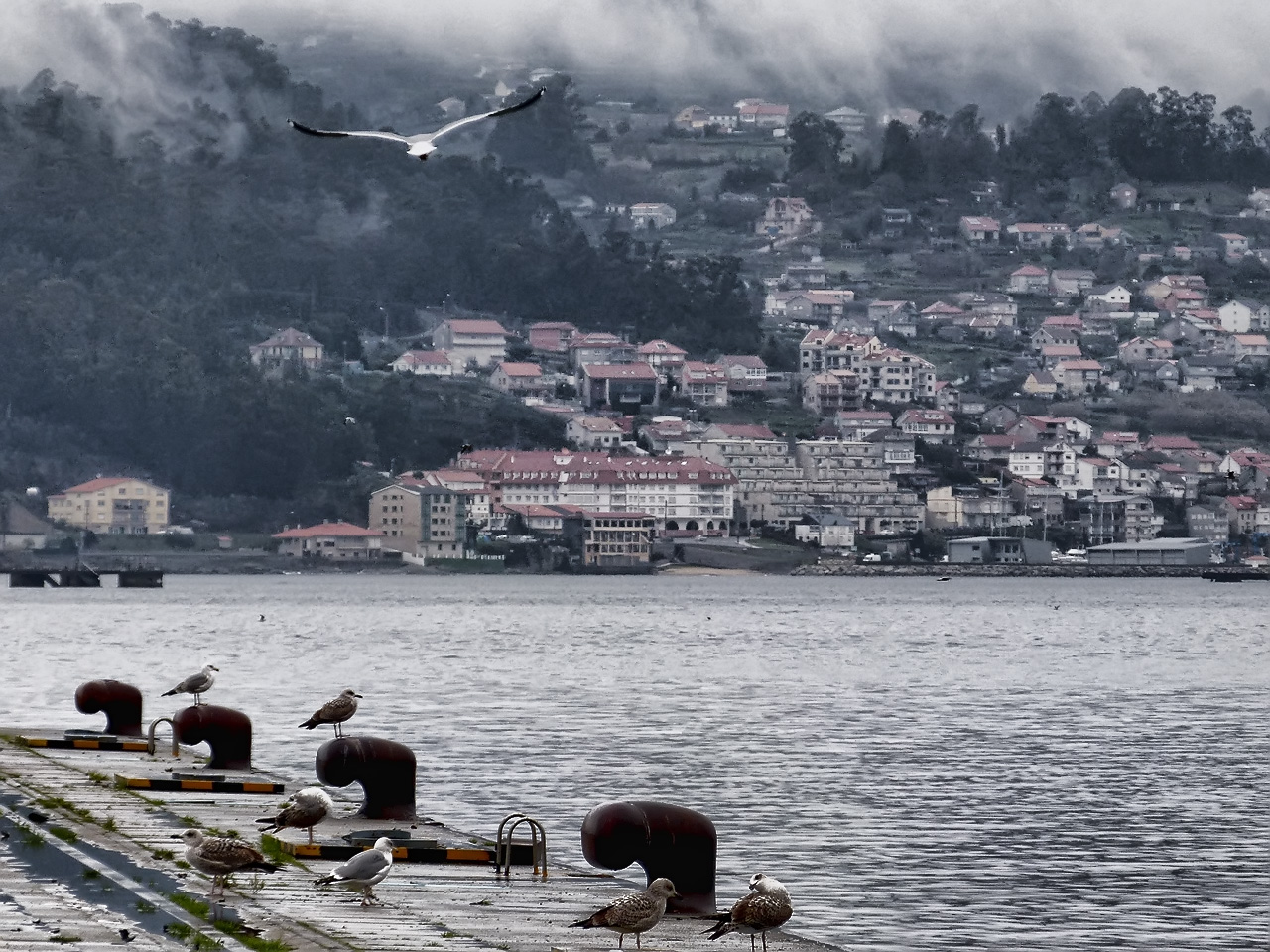
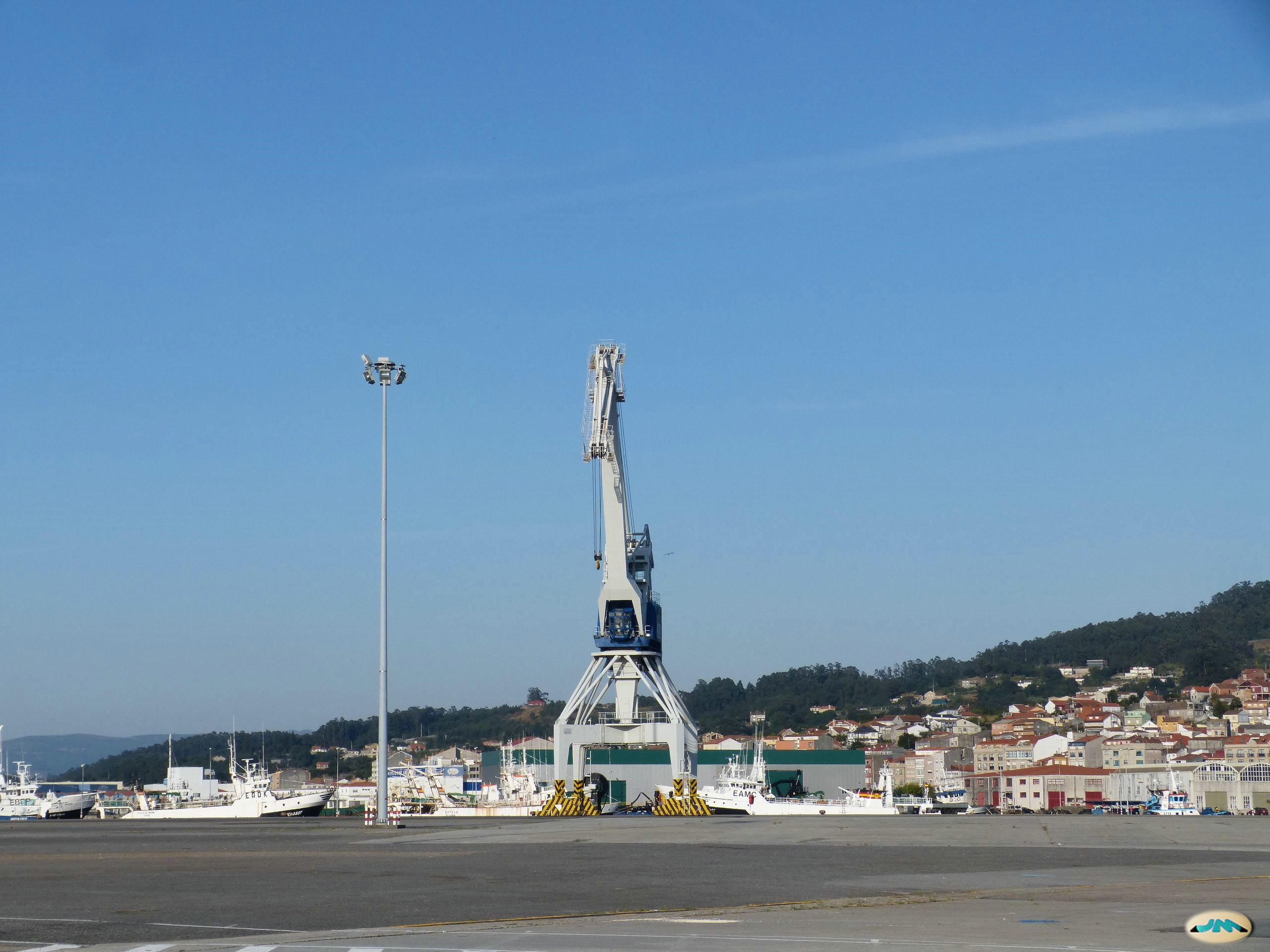
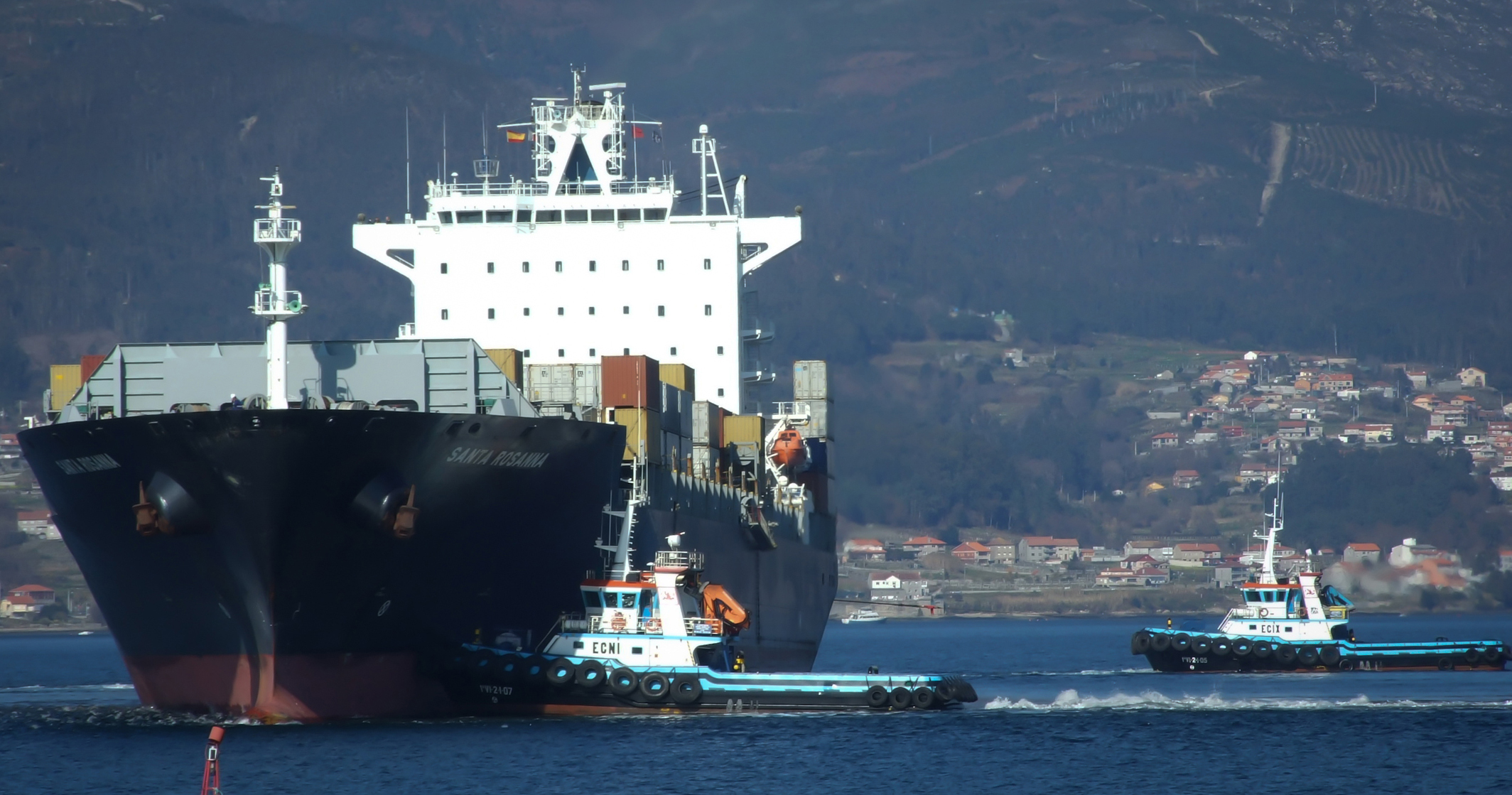
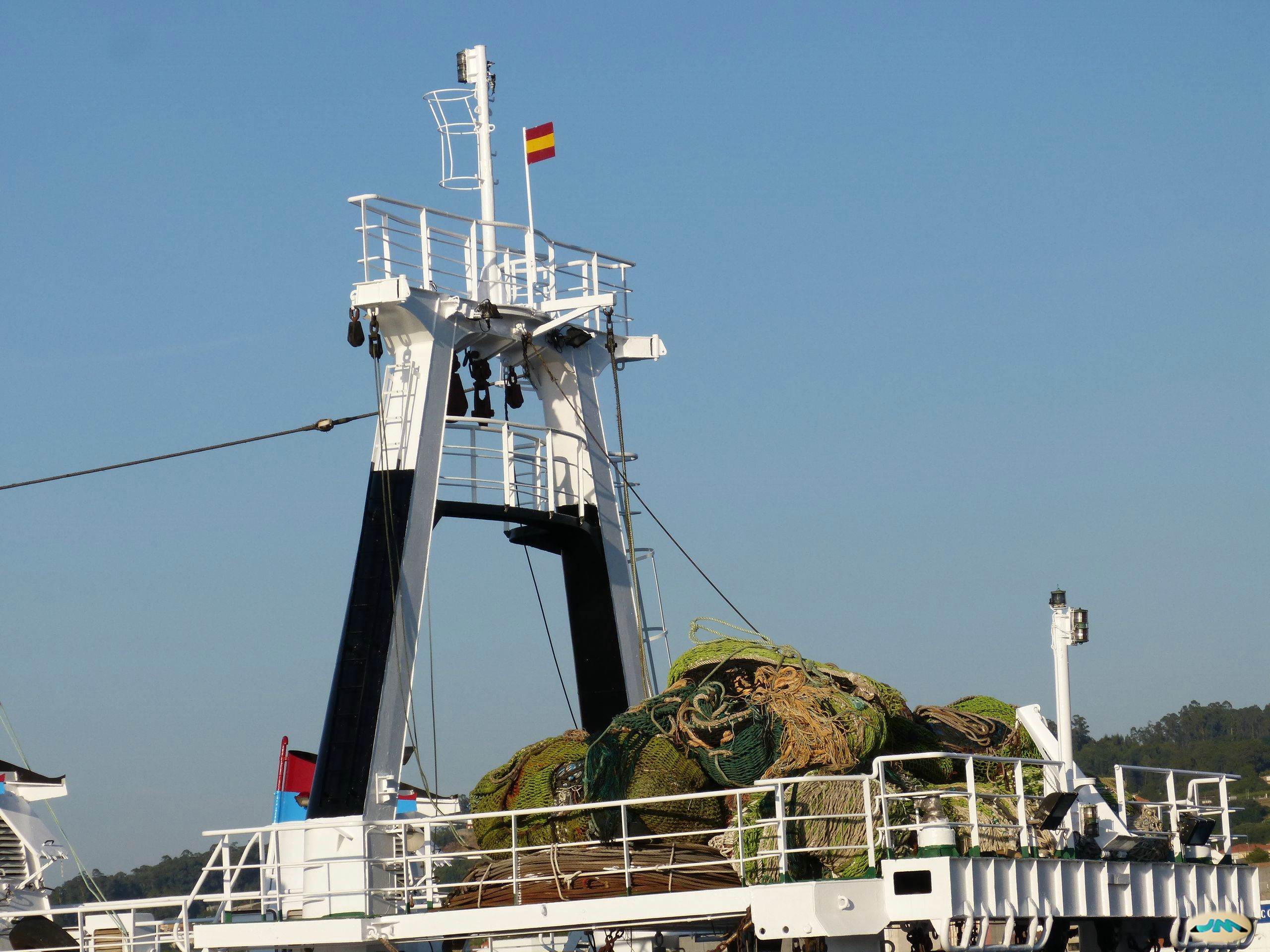